# La Défonce
La Défonce (parfois orthographiée La Défonse) est une œuvre de l'artiste français François Morellet. C'est l'une des œuvres d'art de la Défense en France, à proximité de la Grande Arche.
Elle est composée d'un ensemble de barres d'acier qui composent une forme rectangulaire simple, inclinée et à moitié enfouie dans le sol. L'une des barres transperce un bâtiment situé à proximité.

## Description
La Défonce est une installation composée de sept barres métalliques peintes de 25 m de long, 70 m de large et 3,3 m de haut au maximum. Ces barres composent une structure parallélépipédique inclinée et à moitié enfouie dans le sol. L'une des barres transperce le toit du bâtiment du Fonds national d'art contemporain, à côté duquel elle est installée.
Le nom de l'œuvre, ainsi que sa disposition volontairement inclinée par rapport aux tours droites de la Défense qui l'entourent, contribuent à son humour et à une certaine brutalité.

## Localisation
L'œuvre est située sur le parvis, entre la tour Ariane et le bâtiment abritant jusqu'en 2024 le Fonds national d'art contemporain (dont elle transperce le toit).

## Implantation
L'œuvre est une commande publique du Fonds national d'art contemporain et du ministère de la Culture, à l'occasion du déménagement du FNAC à la Défense. Elle est créée et installée en 1990.

## Artiste
François Morellet, né en 1926 à Cholet en France, est un plasticien contemporain français. Il est considéré comme l'un des acteurs majeurs de l'abstraction géométrique de la seconde moitié du XXe siècle et un précurseur du minimalisme.